# Кайкавско наречие
Кайкавското наречие (на хърватски: kajkavsko narječje) е диалектна група в сърбохърватския език, разпространена в северозападните части на Хърватия.
То е една от трите основни диалектни групи в сърбохърватския – наред с чакавската и щокавската, – които имат ограничена взаимна разбираемост и понякога са определяни като три самостоятелни езика. Трите форми дължат наименованията си на произношението на думата „какво“ (съответно като „кай“, „ча“ и „що“), но се различават и по много други характеристики. Кайкавското наречие заема преходно положение между сърбохърватския и словенския език, като в много отношения е по-близко до словенския, отколкото до щокавските диалекти.
Традиционно кайкавските диалекти се говорят в по-голямата част от Централна Хърватия, включително в столицата Загреб. В миналото те диалекти имат собствена книжовна норма, която е основна за хърватите през XVIII и началото на XIX век, но след това е заменена от съвременния щокавски стандартен сърбохърватски и хърватски език.